# Mariensee (Neustadt am Rübenberge)
Mariensee est un quartier de la commune allemande de Neustadt am Rübenberge, dans la région de Hanovre, Land de Basse-Saxe.

## Géographie
Mariensee se situe géologiquement sur une terrasse basse, créée par les processus d'érosion de la Leine.

## Histoire
Le nom du village est initialement Catenhusen, qui semble remonter à un chevalier médiéval ou seigneur féodal appelé "Cato". La maison de ce chevalier se situait sur le site de l'Institut de génétique des animaux d'élevage de l'Institut Friedrich Loeffler, en face de l'église de l'abbaye. La première mention écrite sous le nom de "lacus sancte Marie " date de 1207.
Selon la légende, une statue de la Vierge aurait été déposée par une crue de la Leine, considérée comme un signe divin et ayant conduit au changement de nom du lieu de Mariensee.
Le 1er mars 1974, Mariensee est incorporée à la ville de Neustadt am Rübenberge.

## Personnalités liées au quartier
- Ludwig Hölty (1748-1776), poète

## Source, notes et références
- (de) Cet article est partiellement ou en totalité issu de l’article de Wikipédia en allemand intitulé « Mariensee (Neustadt am Rübenberge) » (voir la liste des auteurs).